# Garankédey
Garankédey (auch: Garankadèye, Garanké Day, Garantchédèye, Garantié Dey) ist eine Landgemeinde im Departement Dosso in Niger.

## Geographie
Garankédey liegt in der Großlandschaft Sudan. Die Nachbargemeinden sind Koygolo im Nordwesten, Sokorbé im Nordosten, Mokko im Osten, Dosso im Südosten, Gollé im Süden und Kiota im Südwesten. Bei den Siedlungen im Gemeindegebiet handelt es sich um 23 Dörfer, 25 Weiler und 60 Lager. Der Hauptort der Landgemeinde ist das Dorf Garankédey. Die nach Einwohnern größten Dörfer nach dem Hauptort sind Kayan, Guéssé Béri, Sandidey, Dey Tagui Attili, Gonga Tarey, Kotombo, Tombo Béri und Goudel.

## Geschichte
Mit dem Dorf Goudel befindet sich eine der ältesten Zarma-Siedlungen Nigers im Gemeindegebiet von Garankédey.
Die Landgemeinde Garankédey ging 2002 bei einer landesweiten Verwaltungsreform aus einem Teil des Kantons Dosso hervor. Im Jahr 2009 versuchten Überschwemmungen im Dorf Gonda Tarey materielle Schäden, von denen 400 Einwohner unmittelbar betroffen waren.

## Bevölkerung
Bei der Volkszählung 2012 hatte die Landgemeinde 35.009 Einwohner, die in 4319 Haushalten lebten. Bei der Volkszählung 2001 betrug die Einwohnerzahl 24.871 in 2985 Haushalten.
Im Hauptort lebten bei der Volkszählung 2012 3147 Einwohner in 384 Haushalten, bei der Volkszählung 2001 2050 in 246 Haushalten und bei der Volkszählung 1988 1692 in 242 Haushalten.
In ethnischer Hinsicht ist die Gemeinde ein Siedlungsgebiet von Zarma und Tuareg.

## Politik
Der Gemeinderat (conseil municipal) hat 13 gewählte Mitglieder. Mit den Kommunalwahlen 2020 sind die Sitze im Gemeinderat wie folgt verteilt: 4 PNDS-Tarayya, 3 ANDP-Zaman Lahiya, 3 RNDP-Aneima Banizoumbou, 2 PJP-Génération Doubara und 1 MCD-Jarumin Talakawa.
Jeweils ein traditioneller Ortsvorsteher (chef traditionnel) steht an der Spitze der 23 Dörfer in der Gemeinde, darunter der Hauptort.

## Wirtschaft und Infrastruktur
Garankédey liegt in einer Zone, in der Regenfeldbau betrieben wird. Das staatliche Versorgungszentrum für landwirtschaftliche Betriebsmittel und Materialien (CAIMA) unterhält eine Verkaufsstelle im Hauptort.
Gesundheitszentren des Typs Centre de Santé Intégré (CSI) sind im Hauptort sowie in den Siedlungen Dey Tagui Attili und Kayan vorhanden. Der CEG Garankédey, der CEG Dey Tagui Attili und der CEG Kayan sind allgemein bildende Schulen der Sekundarstufe des Typs Collège d’Enseignement Général (CEG). Das Berufsausbildungszentrum Centre de Formation aux Métiers de Garankédey (CFM Garankédey) bietet Lehrgänge in Tischlerei, Mechanik und Schneiderei an. Im Gemeindegebiet gibt es 20 Grundschulen.
In Dey Tagui Attili endet die in der Stadt Dosso beginnende Landstraße der Route 342, die im Hauptort Garankédey die einfache Piste der Route 350 zwischen Kiota und Mokko kreuzt. Die sandigen Verkehrswege im Inneren der Landgemeinde sind in der Regenzeit wenig praktikabel.

## Persönlichkeiten
- Seyni Garba (* 1953), Offizier und Diplomat
- Amadou Hassane (* 1931), Politiker und Gewerkschafter